# Élections générales britanniques de 1906
Les élections générales britanniques de 1906 se sont déroulées du 12 janvier au 8 février 1906. Elles aboutissent à une large victoire des Libéraux de Henry Campbell-Bannerman, tandis que l'alliance du Parti conservateur d'Arthur Balfour et du Parti libéral unioniste perd près de 250 sièges.
Il s'agit des dernières élections générales où le Parti libéral remporte la majorité absolue des sièges, ainsi que les dernières où il remporte la majorité des suffrages populaires.
Henry Campbell-Bannerman, nommé Premier ministre par Édouard VII à la suite de la démission de Arthur Balfour, conserve son poste après les élections.

## Résultats
| Parti | Parti                                           | Candidats | Candidats | Candidats | Candidats | Votes     | Votes | Votes |
| Parti | Parti                                           | Présentés | Élus      | +/-       | %         | Nombre    | %     | +/-   |
| ----- | ----------------------------------------------- | --------- | --------- | --------- | --------- | --------- | ----- | ----- |
|       | Parti libéral                                   | 528       | 397       | +214      | 59,3      | 2 565 644 | 48,9  | +3,9  |
|       | Parti conservateur et Parti libéral unioniste   | 557       | 156       | -246      | 23,3      | 2 278 076 | 43,4  | -6,8  |
|       | Parti travailliste                              | 50        | 29        | +27       | 4,3       | 254 202   | 4,8   | +3,6  |
|       | Parti parlementaire irlandais                   | 84        | 82        | +5        | 12,2      | 33 231    | 0,6   | -1,2  |
|       | Russellite Unionist (en)                        | 9         | 2         | +2        | 0,3       | 26 183    | 0,5   |       |
|       | Travaillistes indépendants                      | 7         | 1         | +1        | 0,1       | 18 886    | 0,4   |       |
|       | Fédération sociale démocratique                 | 8         | 0         | /         | /         | 18 446    | 0,4   |       |
|       | Conservateurs indépendants                      | 9         | 1         | +1        | 0,1       | 15 972    | 0,3   |       |
|       | Scottish Workers' Representation Committee (en) | 5         | 0         | 0         | /         | 14 877    | 0,3   | +0,2  |
|       | Free Trader (en)                                | 5         | 0         | 0         | /         | 8 974     | 0,2   |       |
|       | Libéral-travailliste indépendant (en)           | 1         | 1         | +1        | 0,1       | 4 841     | 0,1   |       |
|       | Indépendants                                    | 3         | 0         | 0         | /         | 3 806     | 0,1   |       |
|       | Nationalistes indépendants                      | 3         | 1         | 0         | 0,1       | 1 800     | 0,0   |       |
|       | Libéraux indépendants                           | 3         | 1         | -1        | 0,1       | 1 581     | 0,0   |       |
|       | Libéral unioniste indépendant                   | 1         | 0         | 0         | /         | 153       | 0,0   |       |
| Total | Total                                           | 1 273     | 670       | /         | 100       | 5 246 672 | 100   | /     |